# Skjálfandi
Skjálfandi er en bugt nord for Island. Navnet henviser til jordskælvene, der ofte forekommer i området. De fleste jordskælv er for svage til at de kunne mærkes.
Bugten blev oprindeligt dannet af gletsjere og to elve udløb i den: Skjálfandafljót, og Laxá som er en ferskelv. Laxá er kendt for laks, en del af floden er beskyttet af Ramsar-konventionen.
Den største beboelse ved Skjálfandi er Húsavík, som ligger på østsiden.
På den anden side af bugten ligger Kinnarfjöll bjergkæden, der er dækket af sne hele året rundt. Den højeste top her er cirka 1100 meter. Ligesom de fleste bjerge på Island har den vulkansk oprindelse.
Bugten er kendt for de mange hvalarter der holder til her. Det er lettest at observere disse fra hvalsafari der udgår fra Húsavík.
66°05′49″N 17°33′14″V / 66.096933°N 17.553864°V